# Oziorsk (obwód czelabiński)
Oziorsk (ros. Озёрск) – miasto zamknięte położone w obwodzie czelabińskim w Rosji.
Znane jako Baza-10 (ros. База-10) do 1954 roku, Czelabińsk-40 (ros. Челябинск-40) do 1966 roku, a potem Czelabińsk-65 (ros. Челябинск-65) do 1994 roku, miasto zostało założone w 1945 jako siostrzany kompleks radzieckiego programu nuklearnego. W okresie ZSRR nie było zamieszczane na mapach. Obecnie pozostające w gestii Federalnej Agencji Energii Atomowej Rosatom (Государственная корпорация по атомной энергии «Росатом»). Leży wśród jezior Irtiasz, Kyzyłtasz, Nanoga Mała i Nanoga Wielka.

## Wypadki jądrowe
W 1940 w mieście powstała fabryka pocisków – Kombinat Chemiczny Majak („Latarnia”). Od tego czasu miały tam miejsce 3 wypadki jądrowe (w tym 29 września 1957 katastrofa kysztymska), wskutek których bezpośrednio zginęło około 200 osób, ewakuowano ok. 10-12 tys. ludzi, a dalsze kilkadziesiąt tysięcy otrzymało zagrażającą życiu dawkę promieniowania jonizującego. Dokładne dane nie są znane ze względu na celowe utajnienie wypadków, jak i samego projektu.

## Historia
Status miasta przyznano Oziorsku w 1954. 4 stycznia 1994 oficjalnie nadano miastu nazwę, pochodzącą od otaczających je jezior.
Obecnie miasto nadal funkcjonuje jako centrum naukowe rosyjskiego programu nuklearnego, realizowanego głównie przez zakłady Majak.

## Demografia
Liczba mieszkańców w 2010 wynosiła 86 104. W 2020 było to 78 440 mieszkańców.

## Architektura

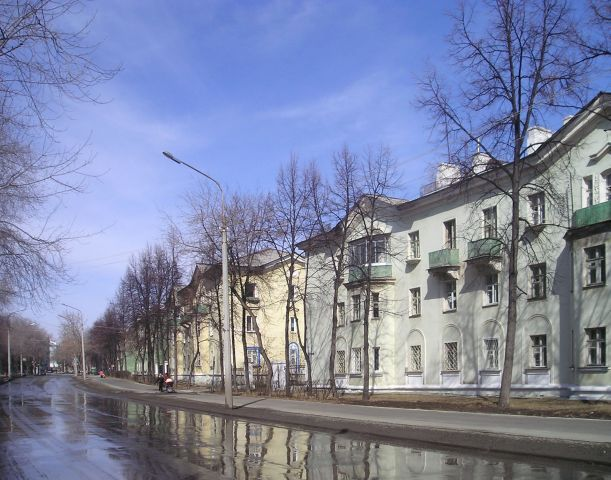
Część starego miasta
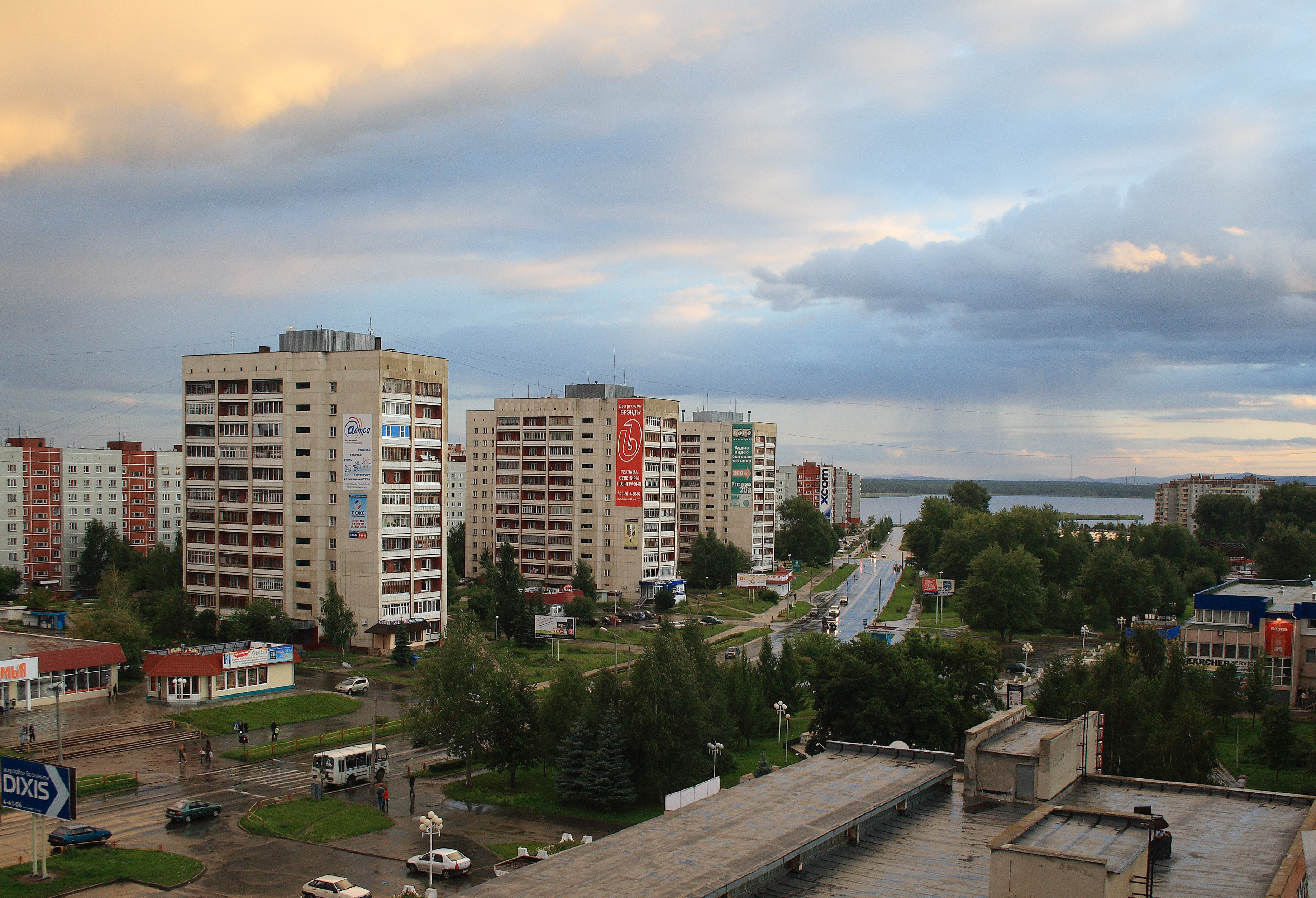
Prospekt Karola Marksa
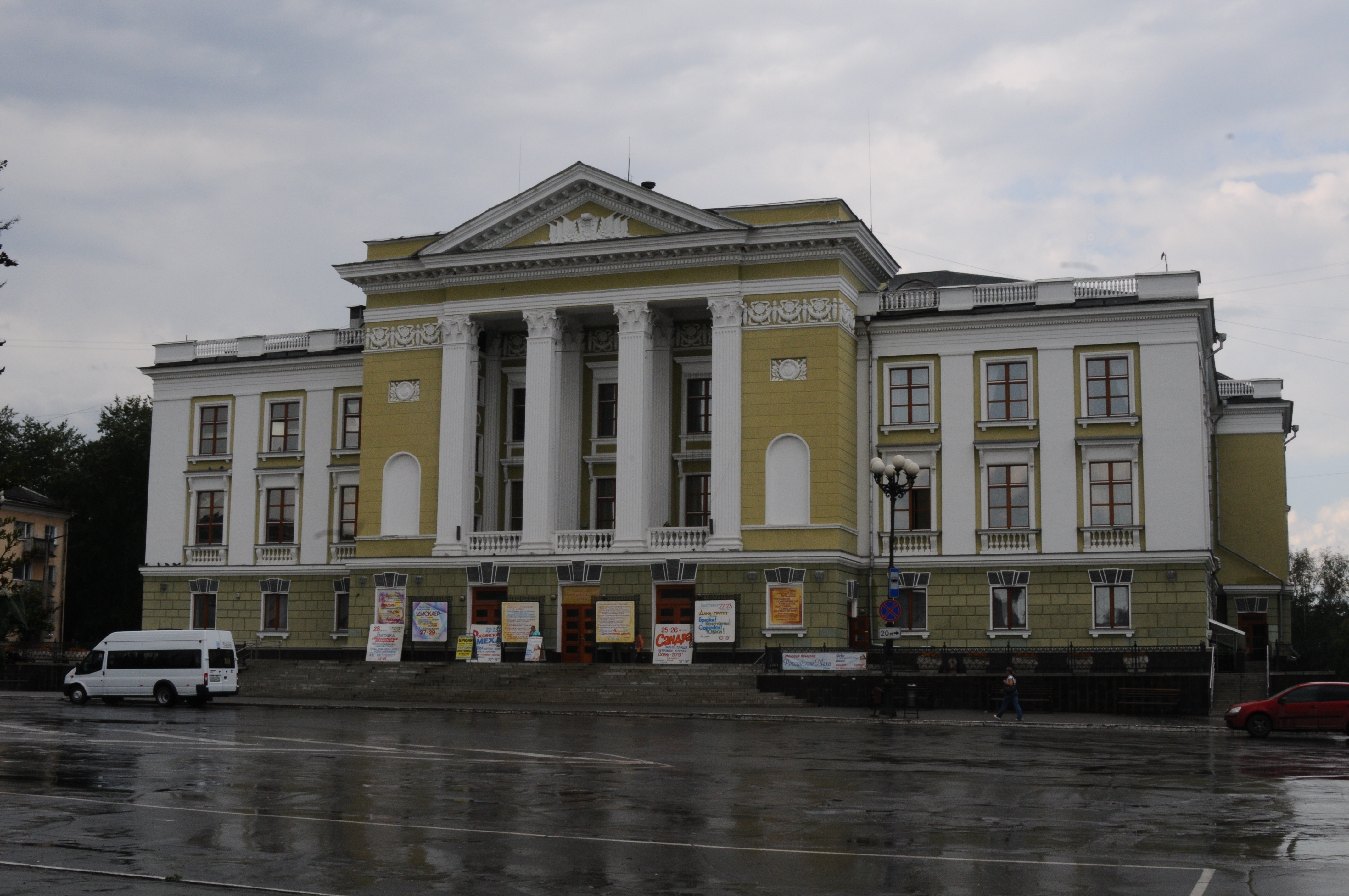
Dom kultury „Majak”
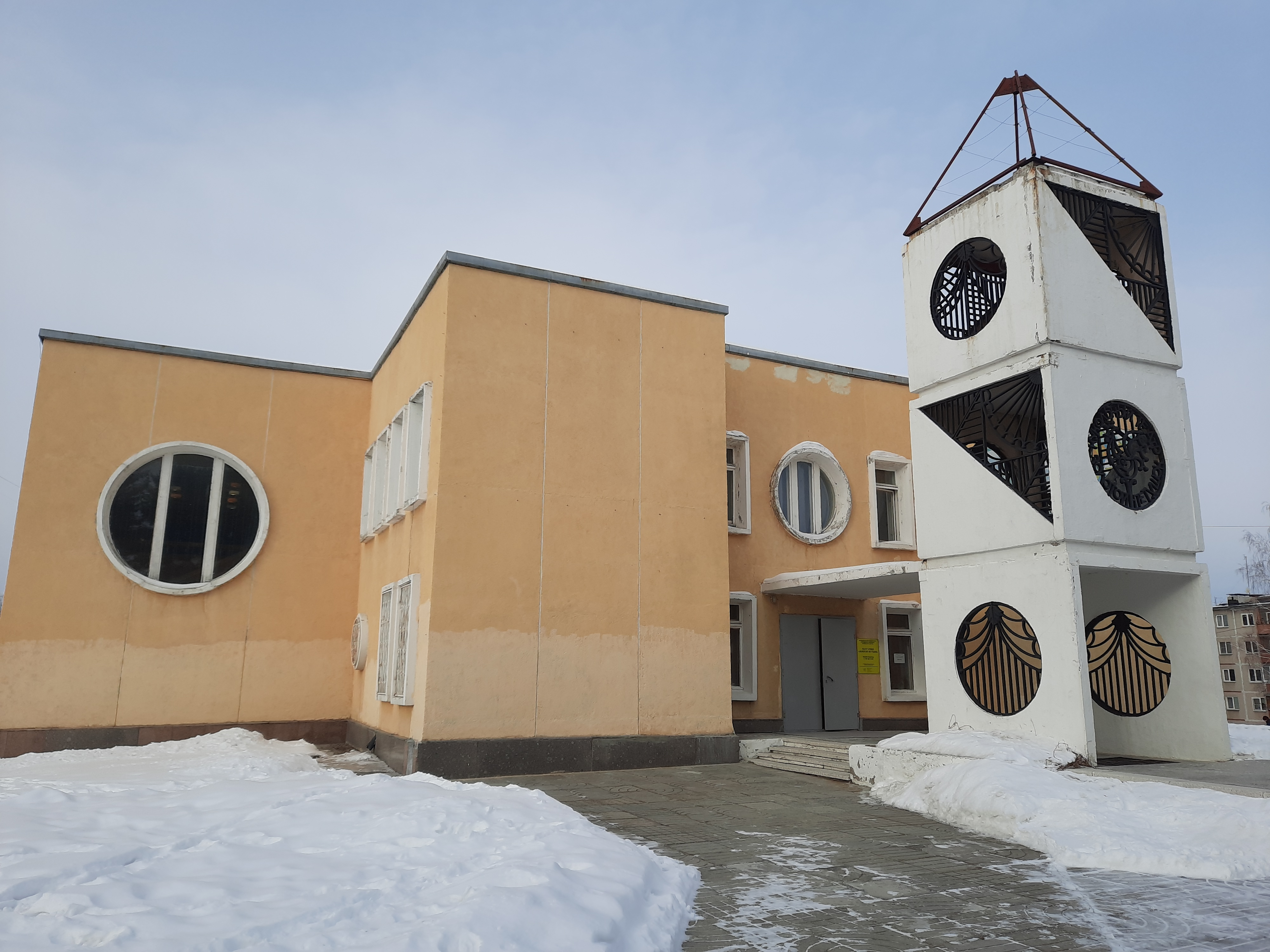
Teatr kukiełkowy „Zołotoj Pietuszok”
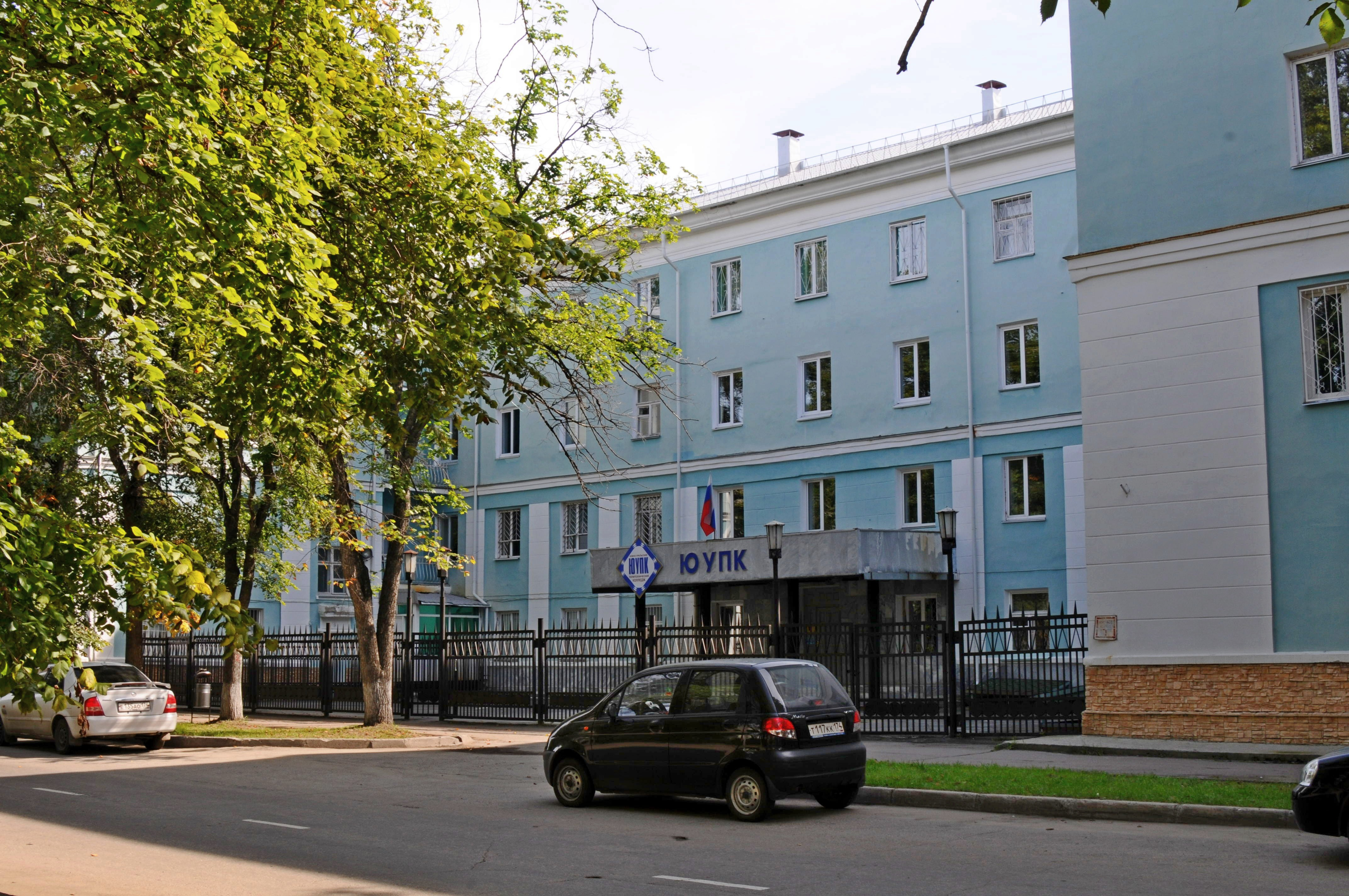
Siedziba Południowouralskiego Koledżu Politechnicznego
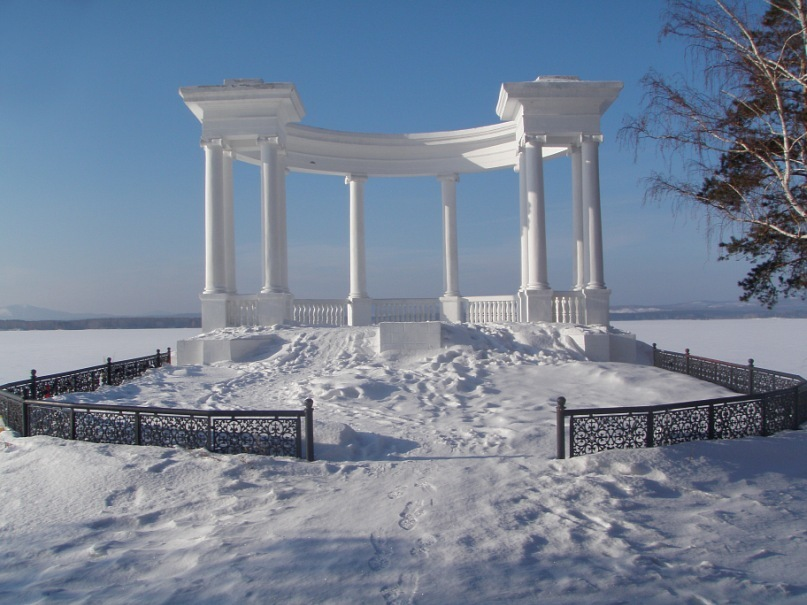